# Eudrilus eugeniae
Eudrilus eugeniae ist der Name einer Wenigborster-Art aus der Familie Eudrilidae in der Ordnung Crassiclitellata (Regenwürmer im weiteren Sinne), der in Westafrika heimisch, inzwischen aber in warmen Regionen weltweit verbreitet ist.

## Merkmale
Eudrilus eugeniae hat einen zylindrischen Körper ohne dorsale Poren, der eine Länge von 9 bis 13 cm und einen Durchmesser von 6 mm erreicht. Der Rücken ist vorn dunkelrot, wird aber in der hinteren Hälfte des Tieres blasser und hat vor dem Clitellum einen ausgeprägt bläulichen Farbton. Die Grundfärbung in Verbindung mit der Schicht der Ringmuskeln ist rot, der Bauch unpigmentiert. Das Prostomium ist epilobisch, also durch eine Rinne abgesetzt und durch einen zungenartigen Fortsatz mit dem darauf folgenden Peristomium überlappt. Ab dem 2. Segment sitzen an jedem Segment 4 Paar s-förmige Borsten mit kurzen, quer verlaufenden Zackenreihen an den Spitzen, doch fehlen ventrale Borsten am 17. Segment. Ab dem 4. Segment sind die Ausgänge der großen, wohl entwickelten Nephridien sichtbar. Das rötliche, sattelförmige Clitellum reicht vom 14. bis zum 18. Segment. Die Kopulationsbeutel ragen in den Coelomraum und enthalten jeweils einen etwa 4 mm langen Penis; ihre Öffnungen sind quer verlaufende Schlitze.
Der Oesophagus bildet im 5. Segment einen Kaumagen, und der Mitteldarm hat im Bereich vom 85. bis zum 130. Segment mehrere Mitteldarmdrüsen. Das geschlossene Blutgefäßsystem hat vom 7. bis zum 11. Segment Ringherzen, und zwar vom 8. bis zum 11. Segment latero-oesophageale Herzen mit Abzweigungen zum Darmkanal. Das einfache Rückengefäß endet vorn mit dem Ringherzen im 7. Segment.

## Verbreitung, Lebensraum und Lebensweise
Eudrilus eugeniae ist im äquatorialen Westafrika heimisch, durch den Menschen aber in andere tropische Regionen verschleppt worden, wo er sich als invasive Art ausbreitet. Wie andere Crassiclitellaten ist er Bodenbewohner und Substratfresser, der die organischen Bestandteile des verschluckten Substrats verdaut.

## Entwicklungszyklus
Wie alle Gürtelwürmer ist Eudrilus eugeniae ein Zwitter, bei dem sich zur Paarung zwei Individuen ihr Sperma austauschen. Die Würmer können im Labor mit Kuhdung rasch herangezogen werden. Unter Laborbedingungen bei 25 °C beginnen Jungwürmer im Alter von 25 bis 30 Tagen, ein Clitellum zu bilden, und erreichen mit 25 Tagen bei einem voll entwickelten Clitellum die Geschlechtsreife, so dass die schillernden Hoden als Zeichen einer vollzogenen Kopulation sichtbar werden. Diese geschieht in der Regel innerhalb einer halben Stunde, wenn mehrere Würmer zusammengebracht werden. Hierzu bringen zwei Individuen ihre Bauchseiten eng aneinander, wobei die beiden Clitella einander direkt gegenüber liegen und kein Schleimband gebildet wird. Hierzu sind auch Jungwürmer fähig, die weniger als 2 g wiegen. Innerhalb von 24 Stunden beginnen die beiden begatteten Sexpartner, Eikokons zu legen, was sie auch noch 300 Tage später tun. Die Legerate schwankt und kann unter einem Kokon pro Tag, aber auch bei über 2 Kokons pro Tag liegen. Die etwa 6 mm langen und 3 mm breiten Kokons sind unregelmäßig oval mit faserigen Spitzen an beiden Enden. Der anfangs weißliche Schleim des Clitellums härtet rasch und nimmt eine orangebraune Farbe an, um kurz vor dem Schlupf nach durchschnittlich 17 Tagen ab Eiablage ganz dunkelbraun zu werden. Bei einer Schlupfrate von rund 84 % schlüpfen durchschnittlich 2 bis 3 junge Würmer pro Eikokon bezogen auf sämtliche Kokons, maximal beobachtete 5 aus einem Kokon. Die Schlüpflinge sind rosa bis gelb und haben am Hinterende noch keine voll differenzierten Segmente. Sie wiegen rund 6 mg und nehmen bei reichlicher Ernährung mit Kuhdung in den ersten 50 Lebenstagen pro Tag im Schnitt um 34 mg zu. Unbefruchtete Würmer können zwar Eikokons bilden, doch sind aus diesen schlüpfende Jungwürmer nicht beobachtet worden. Dies spricht gegen die Fähigkeit zu Selbstbefruchtung oder Parthenogenese.